# Maria von Navarra
Maria von Navarra (französisch auch Marie d’Évreux; * um 1326; † 29. April 1347 in Valencia) war durch Geburt eine Infantin von Navarra und als erste Gattin Peters IV. von Aragón von 1338 bis 1347 Königin Aragóns.

## Leben
Maria von Navarra war die zweite Tochter des Königs Philipp III. von Navarra und seiner Gattin Johanna sowie eine Enkelin des französischen Königs Ludwig X. Ihre Eltern hatten das Haus Évreux als neue Herrscherdynastie des Königreichs Navarra etabliert und wollten ihre Beziehungen zu ihren iberischen Nachbarreichen verbessern. 1333 führten sie Verhandlungen zur Verlobung von Marias älterer Schwester Johanna mit dem aragonesischen Thronfolger Peter (IV.), doch bevorzugte dieser Maria. So wurde ein Vertrag für die Heirat von Peter und Maria aufgesetzt und am 6. Januar 1336 von Marias Vater in seiner Burg zu Anet unterschrieben. Der Kontrakt enthielt u. a. die Klausel, dass im Fall, dass Marias Mutter Johanna ohne Hinterlassung überlebender Söhne sterben würde, Maria oder ihre Kinder das Nachfolgerecht in Navarra hätten. Marias Schwester Johanna verzichtete, wie in einem Dokument vom 23. April 1338 festgehalten, zugunsten Marias auf ihre Rechte auf die navarresische Krone und wurde Nonne in der Abtei Longchamp.
Peter IV. wurde nach dem am 24. Januar 1336 erfolgten Tod seines Vaters Alfons IV. neuer König von Aragón. Er feierte seine Hochzeit mit Maria am 25. Juli 1338 in Alagón oder Saragossa. Trotz Zahlungsschwierigkeiten bei der Mitgift blieben Peters Beziehungen zu den Eltern seiner Gattin sehr gut. Als Morgengabe erhielt Maria von ihrem Gemahl die Städte Jaca, Tarragona und Teruel. 1338 hielt sie ihren feierlichen Einzug in Barcelona, der Hauptstadt Aragóns.
Die fromme und fügsame Maria gebar ihrem Gatten vier Kinder:
- Konstanze (* um 1343; † Juli 1363) ⚭ 1361 König Friedrich III. von Sizilien
- Johanna (* 7. November 1344; † 1385) ⚭ 1373 Johann von Aragon, Graf von Ampurias
- Maria (* um 1345/46; † Juni 1348)
- Peter (*/† 23. April 1347)

Weil Maria während ihrer ersten neun Ehejahre keinen männlichen Nachwuchs gebar, versuchte Peter IV. die Nachfolge seiner ältesten Tochter Konstanze zu sichern, doch stieß dieser Plan bei seinem Bruder, Graf Jakob I. von Urgell, sowie bei den Cortes von Aragón auf Widerstand. Am 23. April 1347 gebar Maria ihren ersten Sohn, Peter, der aber schon nach wenigen Stunden starb. Auch Maria ereilte bereits am folgenden 29. April infolge von Komplikationen nach der Geburt der Tod. Entgegen dem in ihrem Testament geäußerten Wunsch, in der Zisterzienser-Abtei Monestir de Santa Maria de Poblet beigesetzt zu werden, erhielt sie ihre letzte Ruhestätte im Kloster San Vincente in Valencia. Schon im November 1347 schloss Peter IV. eine zweite Ehe mit Eleonore, einer Tochter des portugiesischen Königs Alfons IV.